# Éric Martineau
Éric Martineau, né le 8 mai 1968 au Mans, est un homme politique français. Il est élu député de la troisième circonscription de la Sarthe en 2022. Il est réélu au second tour des élections législatives anticipées de 2024.

## Biographie

### Vie politique
Eric Martineau est élu conseiller municipal en 2001 puis adjoint et finalement maire de Chenu entre 2020 et 2022. Il est également vice-président de la communauté de communes Sud Sarthe en soutien aux associations sportives et culturelles.

### Agriculture
Eric Martineau est également agriculteur, producteur de pommes. Il reprend l'exploitation familiale de pommes à Chenu en 1990 et continue son activité professionnelle en parallèle de son mandat.